# ساسا (إسرائيل)
ساسا هي كيبوتس تقع في الجليل الأعلى شمال إسرائيل على بعد ميل مع الحدود مع لبنان، أقيمت في موقع قرية سعسع الفلسطينية. يقع مقر شركة بلسان ساسا الرئيسي داخل الكيبوتس.